# مالویولدی‌بایوو
مالویولدی‌بایوو (انگلیسی: Maloyuldybayevo) یک شهرک در شهرستان زیلایرسکی استان باشقیرستان کشور روسیه است.